# 华佗镇
华佗镇，是中华人民共和国安徽省亳州市谯城区下辖的一个乡镇级行政单位。

## 行政区划
华佗镇下辖以下地区：
五里村、大王村、大吴村、程屯村、邢各村、黄庄村、道东村、小奈村和祝集村。